# Шалва Дадіані
Шалва Миколайович Дадіа́ні (Дадіяні; груз. შალვა ნიკოლოზის ძე დადიანი; 21 травня 1874, Зестафоні — 15 березня 1959, Тбілісі) — грузинський радянський письменник, театральний діяч (актор, театральний режисер, драматург), сценарист. Депутат Верховної Ради СРСР 1-го та 2-го скликань.

## Біографія
Народився 9 (21) травня 1874 року в місті Зестафоні в Імеретії (нині Грузія) в сім'ї грузинського поета Миколи Таріеловича Дадіані (1844—1896) з княжого роду Дадіані і княжни Лідії Цулукідзе. Здобув домашню освіту.
Сценічну діяльність розпочав 1893 року як актор Кутаїського театру під керівництвом Костянтина Месхі. 1912 року у Батумі створив театр «Пересувна трупа», організовував вистави у Тифлісі, Кутаїсі, Баку. Всього у дорадянський період зіграв понад 200 ролей.
З 1921 року, після встановлення в Грузії радянської влади, взяв участь у розбудові радянського грузинського театру, в утворенні Спілки робітників мистецтв, керував театральним відділом Народного комісаріату просвіти республіки.
Член ВКП(б) з 1945 року. З 1950 року обіймав посаду голови Президії Театрального товариства Грузинської РСР.

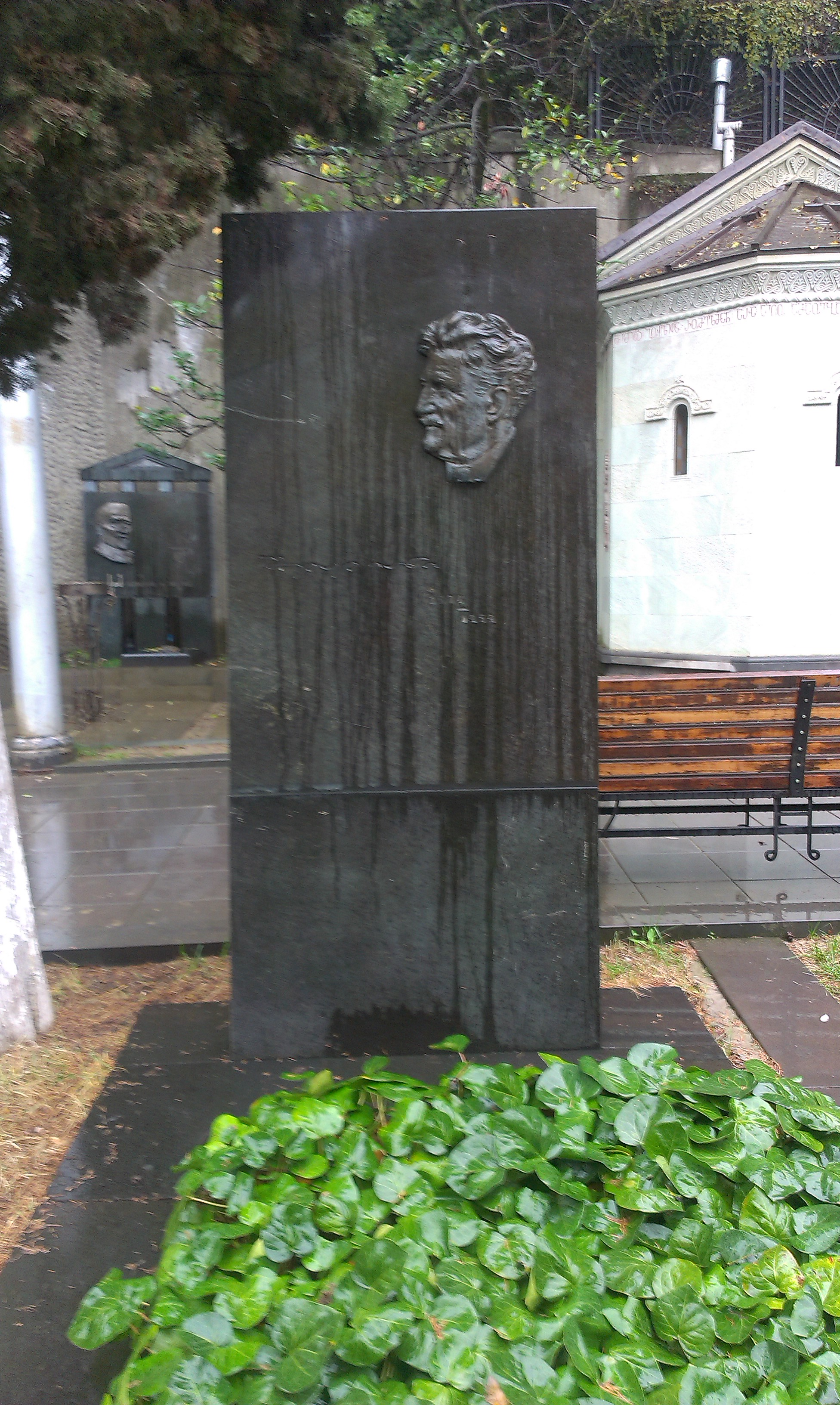
Надгробний пам'ятник.

Помер у Тбілісі 15 березня 1959 року. Похований у Тбілісі у пантеоні Мтацмінді.

### Особисте життя
Перший шлюб мав з княжною Ело Андронікашвілі.

## Творчість

### Літературна творчість
Літературні дебюти припадають на 1890-ті роки. Серед творів дорадянського періоду:
- збірка віршів «Іскра» (1892);
- п'єса «У печері»/«У підземеллі» (1905[a]);
- п'єса «Коли вони бенкетували» (1907[b]);
- комедія «Шені чириме» (1912);
- п'єса «Гегечкорі» (1915[c]);
- п'єса «Вчорашні» (1916)[5];
- історична драма «Лихо» (1916).

В радянський час написав:
- історичний роман «Юрій Боголюбський» (1926)[6];
- комедію «В самісіньке серце»[d];
- трагедію «Тетнульд» (1929)[e];
- п'єсу «З іскри» (1937)[f];
- п'єсу «Пушкін в Грузії» (1939)[6];
- історичний роман «Сім'я Гвіргвіліані» (1956)[6];

З 50 п'єс драматурга за радянських часів написав 37.
Також автор інсценізацій «Гурія Ніношвілі» за Егнате Ніношвілі (1934) і «Зламаний міст» за Іллею Чавчавадзе (1935); лібрето опер, літературно-критичних статей і театрознавчих праць.
Брав участь у відзначенні ювілеїв Давида Гурамішвілі, Івана Франка в Україні; писав про Івана Франка, Лесю Українку.
Його п'єси ставилися у Театрі імені Шота Руставелі, Театрі імені Коте Марджанішвілі та інших театрах Грузії; у Ленінграді у Театрі імені Олександра Пушкіна та Большому драматичному театрі. П'єси «Тетнульд» та «З іскри» поставлені на сцені українських театрів.
За радянських часів видані його твори
- «Вибрані твори» (5 томів, Тбілісі, 1958—1962, грузинською мовою)[9];
- мемуари «Те, що згадалося» (1959)[8].

Українською мовою перекладено
- «Заньковецька в Грузії» в книзі: «Вінок спогадів про Заньковецьку» (Київ, 1950);
- «Ульчі» (Київ, 1951, співавтори);
- «Франко нам близький і дорогий» у книзі: «Вінок Івану Франкові» (Київ, 1957);
- Уривок із драми «Руставелі» у книзі: Тичина П. Зібрання творів, том 5, книга 1 (Київ, 1986);

Російською мовою перекладено
- «Пьесы» (Москва—Ленинград, 1940);
- «Юрий Боголюбский». (Тбилиси, 1951);
- «Семья Гвиргвилиани». (Тбилиси, 1974).

### Творчість у кінематографі
Один із піонерів грузинського радянського кіно.
Автор сценаріїв до фільмів
- «Арсен Джорджиашвілі» (1921);
- «Вигнанець» (1922);
- «Буревісники»[i] (1925);
- «Справа Таріела Мклавадзе»[j] (1925);
- «Ужмурі»[k] (1934, у співавторстві з Нуцою Гогоберідзе);
- «Ніко та Нікора» (1955, анімаційний).

Знімався у фільмах
- «Арсен Джорджіашвілі», Режисер (1921);
- «Вигнанець», отець Онофре (1922);
- «Сурамська фортеця», Князь Церетелі (1922);
- «Справа Таріела Мклавадзе» (1925);
- «Дівчина з Хідобані» (1940);
- «У Чорних горах» (1941).

## Відзнаки
- народний артист Грузинської РСР (1923)[4];
- орден Леніна (31 січня 1939);
- орден Трудового Червоного Прапора (1944);
- медаль «За доблесну працю у Великій Вітчизняній війні 1941—1945 рр.» (1945).

## Вшанування
Іменем митця названі:
- Зугдідський драматичний театр;
- З 1959 року вулиця в Тбілісі.

## Виноски
1. ↑  Видана у 1910 році
2. ↑  Видана у 1912 році
3. ↑  Видана у 1923 році
4. ↑  У 1928 році поставлена Костянтином Марджанішвілі в Кутаїсі.
5. ↑  Про становлення нового життя в Сванетії. У 1931 році поставлена Сандро Ахметелі у Театрі імені Шота Руставелі.
6. ↑  Про революційні події в Батумі у 1901—1902 роках.
7. ↑  У російському перекладі — «Подземный гул» (1940)[5].
8. ↑  Поставлена у харківському театрі «Березолі»[8].
9. ↑  Інші назви: «Перед бурею», «Напередодні грози».
10. ↑  Інші назви: «Справа про вбивство Таріела Мклавадзе», «Герой нашої країни».
11. ↑  Інші назви: «Похмура долина», «Похмурий».